# Lifesaving Medal
Die amerikanische Lifesaving Medal wurde 1874 vom Kongress der Vereinigten Staaten eingeführt und wird von der United States Coast Guard verliehen für besonderen Einsatz bei der Rettung von Personen vor dem Ertrinken, bei Schiffsunglücken und weiteren Gefahren zur See.  Es gibt sie in Silber und Gold.

## Rechtsgrundlage
- U.S. Code, 14. Coast Guard, § 500 Life-savings Medals